# 中華民國—德國關係
中華民國與德意志国於1913—1917年、1921—1941年有官方外交關係，但因兩次世界大戰而中斷，第二次斷交後由於德國分治與冷战緣故，中華民國只與德意志聯邦共和國（亦稱西德）保持交流直到1990年兩德統一。目前均在對方首都互設具大使館功能的代表機構。

## 政治

### 中華民國大陸時期
1912年，中華民國成立後，派駐德意志國外交代表，由前清廷出使德國欽差大臣梁誠繼續擔任。
1913年10月6日，德國外交承認中華民國。在首都柏林設立中華民國駐德意志國公使館、在首都北京設立德意志國駐中華民國公使館，並互派公使。
1914年，第一次世界大战在歐洲爆發。德國曾经试图将胶州湾租借地歸還中國，以避免落入日本手上，但是日本威胁中国不得接受这一返还。1914年8月23日，日本加入戰爭，並成為協約國的一員，開始攻擊德國在中國的据点，佔領了胶州湾租借地。中華民國南方的廣州政府領袖孫中山力主中国保持中立，反对加入协约国对德作战。而北方段祺瑞政府虽在英国授意下欲对德宣戰，但遭到日本阻挠。直到1917年，日本在得到英国、美国、法国的保证，允许日本在战后继续保留前德国在华殖民地和利权的情况下，才同意中国对德宣战。
1917年2月24日，运送華工的法国阿多斯号（Athos）邮轮在地中海被德国潜艇击沉，543名华工丧生。
1917年3月14日，经3月3日内阁会议决定，中華民國北洋政府正式公告與德國斷交；德國在上海的全部6艘船艦遭扣留。3月16日，直隶交涉员黄荣良陪同中華民國政府代表、直隶全省警务处处长杨以德前往德国驻津领事署、天津德租界工部局办理接收事宜。3月17日，天津德租界收回后改名为天津特别一區，并设管理局行使行政管理职能。7月1日，撤館。8月14日，加入協約国，對德、奥宣戰（冯国璋《大总统布告》）。此后中国军队扣押了停泊在中国各港口内的德国和奥匈商船，并收復了德國在漢口和天津的租界。
協約國在中国参战时，曾经保證中國在德國戰敗後能收回德国在华租借地和势力范围。但是，日本透過《凡尔赛条约》取代德國，佔領了青岛和山东半岛。在中國人民都感到被協約國欺騙的情緒下，激發了五四运动。
一战给中德关系带来巨大伤害，特别是贸易方面。1913年时，在中国有近300个德国商号，但到了1919年，却只剩下2个。一戰期間，中國政府在英國等協約國的壓力之下，清理德华银行等德國在華企業。
1919年9月15日，中国宣布終結对德战争。
1921年5月20日，中華民國與德國在北京簽署《中德協約》，此為中華民國簽署的第一個平等條約，兩國恢復邦交。
1927年，北伐中的蔣中正聘請馬克斯·鮑爾等德國軍官為軍事顧問和教官。
1934年，前德國國防部部隊局長塞克特任國民政府軍事顧問團資深顧問。
1935年5月18日，兩國公使館升格為大使館，並互派大使。
1938年2月20日，納粹德國承認滿洲國，随后4月對中國禁運軍火、6月召回駐中國大使、7月撤出軍事顧問團。8月16日，滿洲國設立駐德國公使館。
1941年7月1日，納粹德國承認汪精卫國民政府。7月2日，重庆國民政府宣布與納粹德國斷交，10日撤館。8月1日，中华民国交通部宣布终止和汉莎签订的合同，德方所有股权由交通部冻结，“欧亚航空”成为中国独资企业。12月7日，日本偷襲珍珠港，12月11日中華民國对納粹德國、大日本帝國及法西斯義大利宣戰，中德兩國正式進入战争狀態。
1945年，二戰結束，中華民國政府在柏林設置駐德聯軍管制委員會中國代表團，並先後在英佔區漢堡和美佔區斯圖加特設置領事館。1950年，由於兩岸和東西德形勢變化，相繼撤銷兩個領事館和駐德代表團。

### 中華民國臺灣時期
1949年10月1日，中華人民共和國成立。年底，中華民國政府遷至台灣。同年，德意志地區亦分別成立德意志民主共和國（東德）和德意志聯邦共和國（西德）。
1950年，東德与中华人民共和国建交。之後由於東西冷戰，中華民國在意識形態和制度上均偏向以美國為首的資本主義陣營，復加上共產集團國家的封閉，使雙方幾乎沒有往來。在過往中華民國政府更曾禁止國民前往包括東德在內的東歐共產集團國家。
1955年10月，中華民國政府宣佈終止對德戰爭狀態。:83西德成立後，艾德諾政府基於「一個德國」立場，避免承認中共及國府、引起第三世界國家承認東德。因此西德與臺灣關係僅侷限經貿與文化交流，不願做政治對話。即使在臺灣的國府於1955年片面宣布終止自1941年兩國的戰爭狀態，但德方顧慮與臺灣交涉導致西德將在外交承認國府，故對此問題均不回應。:253
1950年代初期，國府將駐德事務交由駐法及駐比大使館兼辦，同時委託留德華僑嚴敦炯在波昂與德政商界直接接觸並展開對德外交。1957年，嚴氏藉由德國國會議員馬尤尼加之助於波昂成立「德中協會」，作為對德外交工作的機構。:253嚴氏負責監管該會工作，並奉令改以經濟部駐德代表名義，同時受國家安全局指揮，實際上成為臺灣駐德國非官方代表，以及德國經貿界、軍情界與臺灣交涉的主要對象。:253-254
1950年代末期，出於對中國情報收集的需求，給予西德與臺灣情報合作的構想產生推動力。1950年代初期，德國情報機構負責人蓋倫曾與臺灣代表進行接觸並維持工作聯繫，1959年臺灣國家安全局局長及1960年參謀總長相繼訪德後，與德國軍方為合作可能性進行會談。1961年3月，聯邦情報局局長蓋倫指派該局戰略情蒐主管朗考淮將秘密抵臺訪問，期間朗考除蒙總統蔣中正接見外，與國家安全情報局進行情報工作經驗並洽談雙方電訊技術監聽合作事宜，當時德臺軍事情報交流，被視為受到艾德諾政府的默許。:256-257
1963年7月2日，中華民國政府成立簡稱「明德小組」的「明德專案連絡人室」，以推動與西德培訓在台之中華民國國軍事宜。與白團及美軍顧問團並列為戰後台灣三大外國軍事顧問團。另有派軍官赴德培訓的「培德案」，前後合計共培訓了25位軍官。

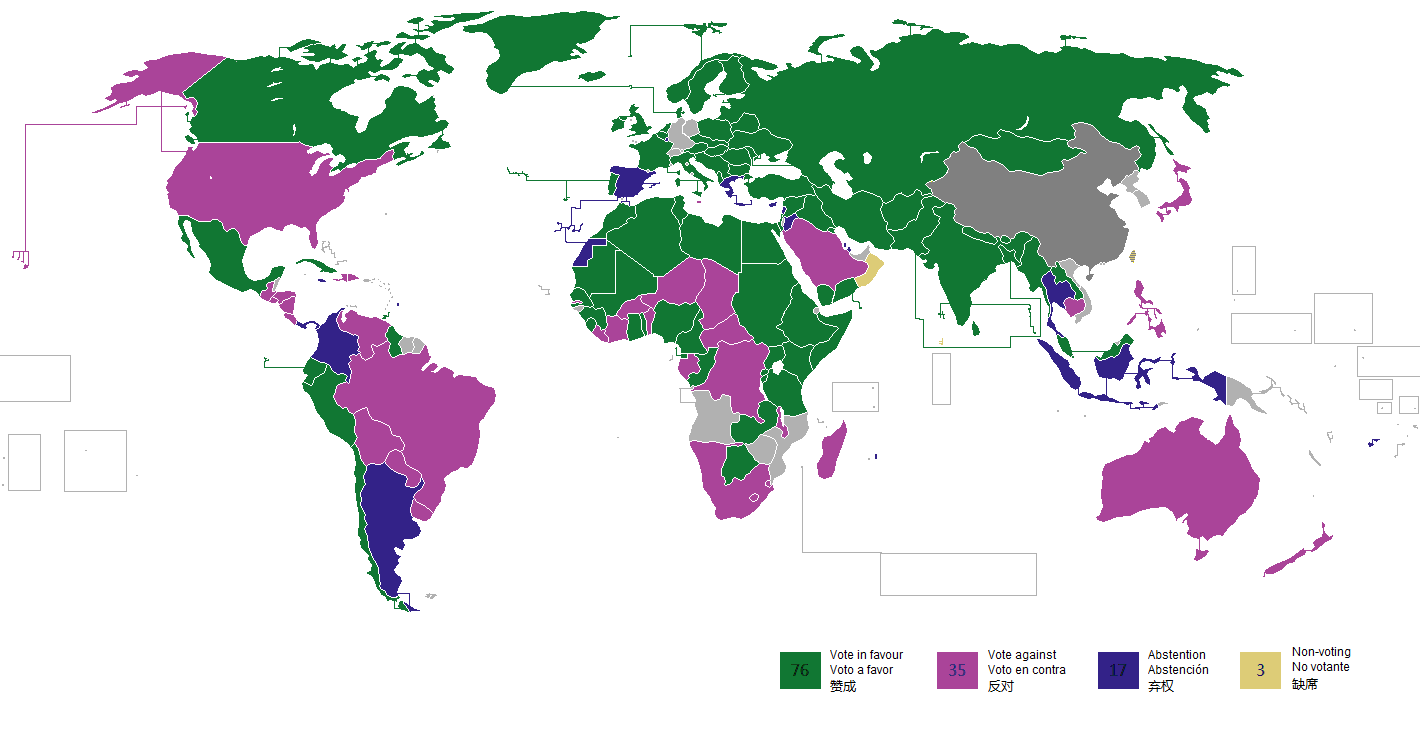
1971年10月，對於中華民國續留聯合國，即《聯合國大會2758號決議》的各國投票狀況，灰色表示非聯合國會員國，包括兩德統一前的東德與西德

1972年，西德与中华人民共和国建交。之前，西德與中华民国没有正式外交关系，是當時少數與兩岸均沒有建交的西方國家。
1979年1月4日，總統蔣經國接受德國《明鏡週刊》記者德薩尼訪談時嚴正表示，中華民國政府絕對不會與北平偽政權發生接觸，因為與共產黨談和，無異「與虎謀皮」。
1999年9月21日，臺灣中部發生九二一大地震，總理施洛德對災民及家屬表達最深沉的哀悼。德國紅十字會救難協會成員11人，22日帶著7隻受過專業訓練的救難犬，以及1500公斤的各式器材抵台，救難犬經過緊急檢疫通關後，立刻投入救災。另有德國殯儀協會專家團15人抵台協助台中市。
2003年9月，歐洲議會和德國、法國、英國、義大利、西班牙等國會友台小組共同倡議籌組「馬可波羅俱樂部」（Marco Polo Club）。2004年11月，舉辦成立典禮暨第1屆年會。
2007年10月，德國執政黨德國基督教民主聯盟、德國基督教社會聯盟通過一份亞洲政策文件，阐述了外交政策中更多价值取向的重要性。该文件讚揚日本、印度、韓國和臺灣是民主體制最鞏固的亞洲國家，应加强與同享「共同價值」的亞洲國家的雙邊關係，並與美國及澳洲合作。
2008年3月，中華民國總統選舉結束後，德國外交部長施泰因邁爾表示「德國政府為臺灣的選舉喝彩。德國支持臺灣的民主價值以及這個島嶼的經濟發展。」2012年1月，針對中華民國總統暨立委選舉結果，德國外交部長魏斯特魏勒亦表示「臺灣舉行了自由、公平的選舉。我在此恭喜總統馬英九博士連任成功。這正是再次清楚地證明了臺灣高度的民主與法制」。
2019年1月16日，對於中國共產黨中央委員會總書記習近平在《告臺灣同胞書》發表40周年紀念會的有關談話，德國外交部長馬斯在國會答覆議員質詢時表示，德國政府將秉持過去立場，向中方清楚表達「德國無法接受用武力威脅台灣的作法」。並提到在歐洲聯盟外交事務委員會，中國用了不可不謂狡猾的方式影響了個別成員國，至少一次成功阻止針對台灣的決議案，因此期盼歐盟將來能採多數決，而非共識決，對台灣問題採取一致立場。馬斯是近年針對台灣問題，清楚表達立場的最高層級德國官員；另一方面，德國外交部次長羅思以書面答詢時則表示，德國一向認為台灣問題只能用和平的方式解決，在雙方互相尊重的基礎上進行對話。唯有在雙方都同意的情況下，兩岸的現狀才可以改變。
2019年10月16日，歐洲議會和德國、法國、英國等國會友台小組共同成立「福爾摩沙俱樂部」（Formosa Club），強化跨國支持台灣的力量。
2020年4月1日，對於2019冠状病毒病疫情在全球擴散，中華民國總統蔡英文宣布捐贈1,000萬片口罩給疫情嚴重的國家。外交部指出，其中700萬片給德國在內的9個欧洲联盟成员国以及瑞士與英國、200萬片給美國、100萬片給中華民國的邦交國。15日，原本在德國舉辦小型的捐贈儀式突然以「衛生規定」為由取消。德國政府發言人塞柏特被問到此事時，對「他國」的援助表示感謝，沒提到台灣，也不願評論。17日，蔡英文對此表示，如果別人感謝台灣，當然很感謝，若是沒有公開地表達，相信他們心裡一定也有感謝之意。23日，德國衛生部長斯潘正式致函中華民國衛生福利部長陳時中，稱讚口罩即時支援德國前線醫護，並再次感謝台灣協助。
2020年5月20日，中華民國總統蔡英文連任就職，德国联邦议院副議長庫比基表達祝賀。
2020年7月10日，德國外交部副發言人布洛伊爾（Rainer Breul）對於媒體詢問外交部網站的各國國情介紹中，為何沒有中華民國國旗，只留下一欄空白，表示「你曉得台灣的特殊地位，你知道我們的立場，我們的一个中国政策，我們和台灣沒有邦交，台灣不是我們所承認的國家，因此這不是令人驚訝，我們在介紹世界的區域時，將它和有邦交的國家做區別。」
2021年4月20日，德國總理梅克爾在歐洲理事會議員大會中，以部長理事會主席國領導人的身份發表演說。梅克爾在回應議員提及普丁領導的俄羅斯與習近平領導的中國，何者對世界和平與西方民主國家的生活方式威脅更大時表示，联合国等国际组织近年備受質疑，愈來愈多人不相信多邊主義，這樣的趨勢如果持續下去，認為沒必要用外交手段來解決爭端，強硬的言論就會出現，接著很快就是挑釁的行動，「看看南海與臺灣現在發生的事，可能演變成軍事衝突」。
2022年8月3日，七大工業國組織外長與欧盟外交与安全政策高级代表針對美國聯邦眾議院議長裴洛西訪台的兩岸局勢發表聯合聲明，重申該組織維護台海和平穩定的立場，呼籲中國勿以武力片面改變現狀，同時提到各成員國的「一中政策」與「對台立場」沒有改變，並鼓勵各方保持暢通的溝通管道以防誤解發生。
2022年11月4日，德國總理蕭茲訪問中華人民共和國，在與國務院總理李克强會談後的記者會表示「就像美國與其他國家，我們實行一個中國政策。但是我也同樣表明，台灣現狀的任何改變，都必須是以和平方式，或者雙邊同意。」
2023年3月16日，德國總理蕭茲在《日經亞洲》的訪問中，談到台海議題時表示「就像美國、日本與其他許多國家，我們遵循『一個中國政策』」，但是提醒北京「我們也表明，絕對不能使用武力來改變現狀」。4月14日，德國外交部長訪問中華人民共和國，在與外交部長秦刚的記者會表示「每天都有50%的世界貿易穿越台灣海峽，那裡如果出現軍事升級將是全世界的可怕情形」，「這將對歐洲利益造成難以避免的衝擊」，「我們以極大的關切看待台海持續升高的緊張局勢」，並強調「衝突必須和平解決，單方面改變現狀，我們歐洲人是不能接受的」。秦剛則認為，台灣問題是中國的內政，「台獨與和平絕不能共存」。貝爾伯克在訪問期間亦警告中國不要在台海軍事挑釁，德國與七大工業國不會坐視台海情勢升級。貝爾伯克對於中國在8月的「環台軍演」亦表達相同看法。
2023年7月13日，德國聯邦政府發布《中國戰略》報告，其中提及13次台灣。包括：「一中政策仍然是我們行動的基礎，我們只與中華人民共和國有外交關係。德國在許多領域與台灣有著密切而良好的關係，並希望擴大這些關係。作為歐盟一中政策的一部分，我們支援民主台灣在國際組織中的具體參與。只有透過和平方式、雙方同意，才能改變台灣海峽的現狀。軍事升級也將影響德國和歐洲的利益」、「聯邦政府致力於改善政治基金會的工作條件，他們與台灣的合作符合我們的一中政策」、「台灣海峽的局勢表明，供应链是多麼脆弱，特別是在半导体方面，它解釋了去風險和多元化措施」、「世界各地的中國虛假資訊運動數量正在增加，例如與中國對香港和台灣的政策有關」、「我們對台灣也有經濟和技術利益，台灣對德國來說很重要，無論是作為德國公司的地點還是作為貿易夥伴」、「作為歐盟一中政策的一部分，德國支援台灣參與國際組織的特定問題，我們還敦促聯合國總部將台灣民間社會參與联合国及其專門機構的活動」、「台灣海峽的安全對該地區和其他地區的和平與穩定至關重要，德國正在努力緩和局勢。只有透過和平方式、雙方同意，才能改變台灣海峽的現狀。軍事升級也將影響德國和歐洲的利益」、「與中國機構的合作對於傳播關於中國的專業知識是不可或缺的，這也適用於來自台灣的合作伙伴」。
2024年1月13日，中華民國總統與立委選舉結束後，德國外交部祝賀選舉順利，並表示台灣自由民主選舉顯示台灣厚實的民主基礎，以及選民與民主價值的緊密連結；另台海和平穩定對區域與世界至為重要，德方重申台海現況僅能透過和平且經雙方同意的方式改變。德國數位暨交通部政務次長克魯克特亦表達祝賀。
2024年9月14日，德国海军的巴登-符騰堡號巡防艦與法蘭克福號補給艦組成的特遣編隊通過台灣海峽。德國國防部長皮斯托利烏斯公開證實此行動，並指出這裡是國際水域，所以我們要穿越它。上次有德國軍艦通過台灣海峽是在22年前。
2024年10月14日，德國外交部對於中国人民解放军的「環台軍演」一事，表示此舉將增加國際爆發意外軍事衝突的風險，並加劇台海緊張局勢。德國政府呼籲中國作為負責任的國際成員，應致力促進和平穩定，而不是加劇區域衝突，德國反對任何單方面改變台海現狀的行為；2025年4月2日，德國外交部對於解放軍再次「環台軍演」亦表達相同看法。
2025年8月18日，德國外交部長瓦德福批評中國一再或明或暗的威脅要單方面改變現狀，並表示中國在台海、东海與南海日益加劇的侵擾行為影響到歐洲，全球共存的基本原則正處於危急關頭。而《联合国宪章》明確禁止使用武力，該原則也適用在這些區域。

#### 七大工業國組織領袖會議關於兩岸議題
2021年6月、2022年6月、2023年5月、2024年6月、2025年6月，七大工業國組織分別在英國、德國、日本、義大利、加拿大召開領袖會議，會後發布的《聯合公報》皆強調台灣海峽和平穩定的重要性，呼籲以和平方式解決兩岸問題。

#### 支持中華民國參與國際組織以及臺海和平

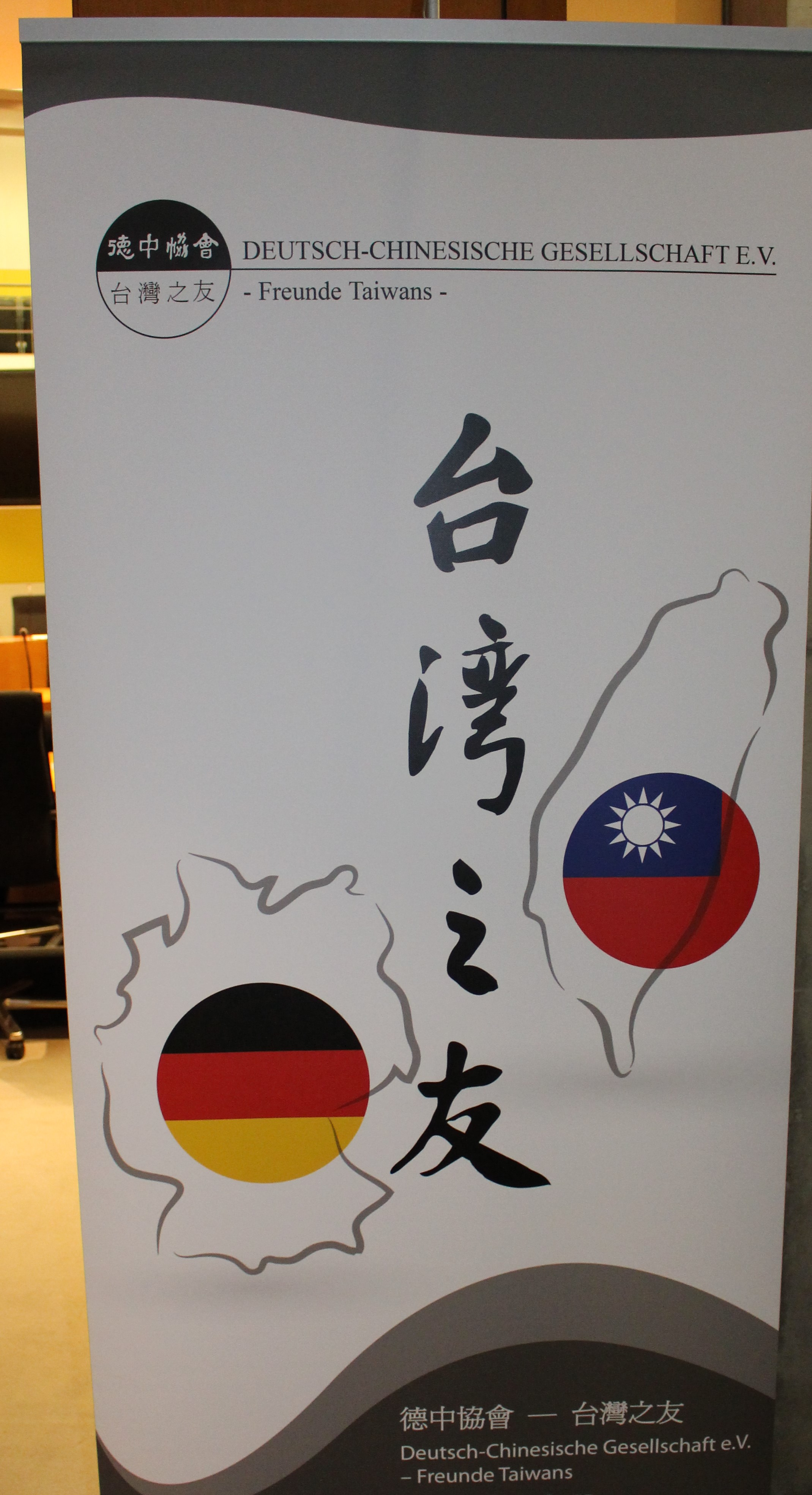
德國組織德中協會－台灣之友

2016年10月，德國國會友台小組主席魏爾胥與97位跨黨派議員聯名致函國際民用航空組織（ICAO）秘書長，表達支持臺灣參與ICAO。
2018年4月，德國在台協會在Facebook表示「德國聯邦政府支持臺灣實質性參與國際組織。尤其，就衛生領域的國際合作，其中包括隸屬世界衛生組織所安排的活動。臺灣是個非常重要且有傑出貢獻的夥伴。」5月，德國在世界卫生大会（WHA）全會為台灣的參與執言。10月，德國在台協會處長王子陶表示，德國盡可能在「一個中國」政策的框架下，表達對台灣的支持。例如台灣參與WHA、國際刑警組織（INTERPOL），以及其他類似的國際場域。
2019年4月15日，歐洲議會友台小組主席和英國、德國、法國等國會友台小組主席聯名致函世界衛生組織（WHO）呼籲邀請台灣出席世界卫生大会（WHA）。5月9日，德國在台協會表示「強烈反對全球衛生議題政治化」，對於臺灣再次未能獲邀參與WHA，德國至感遺憾。德國歡迎臺灣參與WHO相關活動，共同努力解決全球化對健康議題帶來的挑戰，德國也與其他國家共同支持臺灣以觀察員身分參與。5月18日，德國聯邦議院健康委員會主席盧德爾在該國電視媒體專訪表示，台灣是一個民主的現代化國家，擁有優良的健康體系，應該到WHA分享經驗。5月21日，德國衛生部長斯潘在WHA以間接方式表達，全民均健意指世界地圖上無被遺漏之處，全球健康所面對之挑戰不因國界止步，因此WHO應成為所有相關夥伴平台。
2020年4月2日，德國國會60位議員聯名致函WHO秘書長谭德塞，肯定台灣對2019冠状病毒病疫情的因應模式值得學習，WHO排除台灣是對台灣民眾的歧視與不公。5月7日，在美國與日本領銜下，德國、法國、英國、加拿大、澳洲與紐西蘭駐日內瓦聯合國大使，向WHO對外關係執行主任艾里森與首席法律顧問索羅門（Steven Solomon）發出外交照會，敦促接納台灣成為WHA觀察員。
2021年5月5日，七大工業國組織在英國倫敦召開外長會議，會後發布的《聯合公報》首次直接提到臺灣，表示「我們支持臺灣有意義參與WHO活動與WHA，國際社群要能從所有夥伴獲利，包括臺灣抗疫成果」、「我們強調臺海和平與穩定的重要性，鼓勵以和平方式解決兩岸問題」。11月，德國聯邦政府在《聯合執政協議》中納入「支持台灣實質參與國際組織」的內容。
2022年5月12日，七大工業國組織在德國召開外長會議，會後發布的《聯合公報》強調台海和平穩定的重要性，鼓勵和平解決兩岸爭端，並支持台灣有意義參與WHA及WHO的技術會議。19日，德國聯邦議院表決通過決議，支持台灣重新以观察员身份參與WHA及WHO相關機制與活動，並要求聯邦政府定期就「WHO所有機構是否以及如何納入台灣等相關參與方」提出最新報告。
2023年4月18日，七大工業國組織在日本召開外長會議，會後發布的《聯合公報》表示「我們重申台灣海峽和平穩定是國際社會安全與繁榮不可或缺的重要因素，敦促兩岸問題和平解決。G7成員在台灣問題上的基本立場（包括所表明的「一個中國」政策）並未改變。」對於台灣參與國際組織，則強調「我們支持台灣有意義地參與國際組織，包括WHA和WHO技術會議，國際社會應從所有夥伴的經驗中受益。」「如果國家性質並非必要條件，則做為正式成員參加；若國籍為必要條件，則以觀察員或來賓身分參與。」5月12日，德國聯邦議院表決通過「WHO成立75週年－強化與改革WHO提案」決議，內容包括要求聯邦政府繼續推動台灣以觀察員身分參與WHA以及WHO其他委員會與活動。5月18日，德國在台協會、澳洲辦事處、英國在台辦事處、加拿大駐台北貿易辦事處、捷克經濟文化辦事處、日本台灣交流協會、立陶宛貿易代表處、美國在台協會發佈聯合新聞稿，支持台灣有意義地參與WHO，並以觀察員身分參與WHA。
2024年4月17日，七大工業國組織在義大利召開外長會議，會後發布的《共同聲明》表示，台海和平穩定對國際社會的安全與繁榮不可或缺，呼籲兩岸議題必須用和平方式解決。G7成員支持台灣以觀察員、或來賓的身分，有意義參與非以國家身分為前提的國際組織，包括WHA與WHO技術會議。聲明另指出，G7成員對台灣的基本立場沒有改變，包括現行的「一中」政策。5月24日，德國在台協會、澳洲辦事處、英國在台辦事處、加拿大駐台北貿易辦事處、捷克經濟文化辦事處、日本台灣交流協會、立陶宛貿易代表處、美國在台協會發佈聯合新聞稿，支持台灣有意義地參與WHO，並以觀察員身分參與WHA。6月15日，G7在義大利召開領袖會議，會後發布的《聯合公報》重申此一立場。10月，德國外交部更新「德台雙邊關係」網頁，明載「德國主張台灣在WHO等國際組織中應有專業參與的空間」。
2025年3月15日，七大工業國組織在加拿大召開外長會議，會後發布的《聯合聲明》表示，G7成員強調維護台海和平穩定的重要性，鼓勵和平解決兩岸問題，並重申反對任何單方面透過武力或脅迫改變現狀的企圖，也支持台灣有意義參與適當的國際組織。在《關於海上安全與繁榮宣言》中，亦重申對台基本政策不變，強調台海和平穩定對國際安全與繁榮至關重要。與先前聲明不同的是，這次提到台灣時，未提及「一個中國」政策。5月19日，德國衛生部長瓦肯在WHA發言支持台灣參與WHO，表示「我們需要所有人的專業知識與參與，包括台灣在內」。德國在台協會、法國在台協會、澳洲辦事處、英國在台辦事處、加拿大駐台北貿易辦事處、捷克經濟文化辦事處、日本台灣交流協會、立陶宛貿易代表處亦發佈聯合新聞稿，重申支持台灣的參與。

#### 死刑執行問題
德國長期配合歐盟政策在世界各地推展廢除死刑的運動。2010年起至2013年，中華民國政府連續四年恢復執行死刑，均引起德國政府人權事務專員的譴責與批評。但由於臺灣民間大多支持死刑的存在，不認同德國或歐盟方面的主張，故雙方經常因此而有不小的爭論。

#### 人員互訪（1990年至今）
僅列舉部分名單：
中華民國：總統夫人吳淑珍、周美青、前副總統連戰、國家安全會議秘書長胡為真、立法院長王金平、司法院長翁岳生、考試院長姚嘉文、總統府資政胡為真、葉菊蘭、總統府國策顧問蕭新煌、阮銘、陳錫蕃、經濟部長王志剛、林信義、林義夫、財政部長顏慶章、交通部長蔡兆陽、陳建宇、賀陳旦、內政部長張博雅、教育部長杜正勝、吳思華、法務部長曾勇夫、科技部長楊弘敦、文化部長龍應台、鄭麗君、衛生福利部長邱文達、考選部長林嘉誠、董保城、蔡宗珍、銓敘部長張哲琛、國防部軍政副部長楊念祖、夏立言、陳永康、李喜明、外交部政務次長楊子葆、沈呂巡、吳志中、外交部常務次長林永樂、史亞平、新聞局長程建人、主計處主計長韋端、人事行政局長朱武獻、李逸洋、陳清秀、調查局長蔡清祥、國際貿易局長黃志鵬、衛生署長楊志良、環境保護署長沈世宏、魏國彥、李應元、僑務委員會委員長焦仁和、張富美、吳英毅、陳士魁、吳興新、大陸委員會主任委員張京育、吳釗燮、勞工委員會主任委員潘世偉、體育委員會主任委員陳全壽、農業委員會主任委員陳保基、經濟建設委員會主任委員管中閔、文化建設委員會主任委員陳其南、黃碧端、青年輔導委員會主任委員李紀珠、公平交易委員會主任委員趙揚清、湯金全、國家科學委員會主任委員李羅權、國家科學及技術委員會主任委員吳政忠、台北市長郝龍斌、高雄市長謝長廷、陳菊、高雄市議會議長蔡見興、民主進步黨主席許信良、蘇貞昌。
德國：西德前總理施密特、西德首都波昂市長譚理爾、東德前總理德邁齊爾、德國經濟部長雷斯洛特、經濟暨科技部次長莫斯多夫、法棻巴賀、奧圖、經濟暨能源部次長馬赫尼希、葛萊、經濟事務暨氣候行動部政務次長布蘭特納、教育暨研究部長史塔克-瓦特辛格、教育暨研究部次長舒特、勞動暨社會部次長柯樂眉、交通建築暨住宅部次長葛萊、交通暨數位基礎建設部次長奧登瓦、必爾格、內政建設暨家園部次長施勒德、對外經貿總署長布蘭諾（Karl-Ernst Brauner）、法蘭茲（Eckhard Franz）、聯邦政府殘障事務委員會主任委員雷根斯樸格、專利法院長藍斐曼、憲法法院副院長哈塞梅爾、國會副議長索姆斯、國會國防委員會主席史琪曼、國會觀光委員會主席辛司肯、國會經濟委員會主席辛司肯、國會環境自然保護建築暨核能安全委員會主席霍恩、漢堡邦議會議長喬熙、下薩克森邦議會議長米爾德、不來梅邦議會議長梅茲、巴伐利亞邦議會議長波姆、巴登-符騰堡邦議會議長許陶柏、漢堡市長倫德、杜塞道夫市長艾爾文、歐洲安全與合作組織議員代表大會副主席魏謨、醫師協會主席霍普。

### 代表機構
1956年10月，行政院新聞局在西德首都波昂設立自由中國新聞社，於1972年更名為遠東新聞處波昂總處。1980年10月20日，外交部設立臺北經濟文化代表處波昂總處。外交部接管遠東新聞處相关机构后，遠東新聞處波昂總處實質轉為代表處的新聞組。1992年9月23日，復更名為駐德國臺北經濟文化代表處，於1997年7月1日再更名為駐德國台北代表處。1999年10月4日，駐德國代表處隨德國聯邦政府遷至兩德統一後的首都柏林，座落於市中心的衛士廣場前。另在漢堡、慕尼黑、法蘭克福設立辦事處，亦於波昂分設代表處科技組。
1950年代，西德在中華民國首都台北設立德國學術交流總署。1963年6月，在臺北成立德國文化中心:p709（2009年7月1日，更名為台北歌德學院）。1981年5月26日，於台北設立德國經濟辦事處，:p709是德國駐外商會（AHK）分支機構、德國工商總會（DIHK）代表處。2000年2月1日，德國亦在臺北設立德國在台協會，並派遣外交官接掌會務:p5。創立後的協會辦事處座落於中山區的民生東路與建國北路交叉口。後搬遷至台北101大樓。2023年9月19日，德國政府於德國經濟辦事處增設「薩克森邦科技處駐台辦事處」。
1980年10月20日，在東德境內的西柏林設立遠東新聞處柏林分處。1992年9月23日，更名為駐西柏林台北經濟文化辦事處。1997年7月1日，復更名為駐德國台北代表處柏林辦事處。1999年10月4日，因駐德國台北代表處自波昂遷至柏林而併入代表處。
1990年10月1日，在東德第2大城設立駐萊比錫臺北經濟文化辦事處。1992年11月1日，正式閉館。

#### 事件
2019年7月，駐漢堡辦事處長沈文強被指控涉嫌性騷擾，經調查後，中華民國外交部於8月14日做出將沈文強在8月21日提前調部、申誡1次及降調非主管職務的處分。沈文強的叔叔、經濟部長沈榮津辦公室亦發出書面聲明，表示「沈部長的立場很清楚，就是國有國法、公事公辦。」
2020年1月2日，中華民國空軍救護隊一架UH-60M黑鷹直升機在新北市烏來區失事墜毀，包括參謀總長沈一鳴上將等8人罹難。德國在台協會發文表示「造成包括參謀總長沈一鳴將軍在內等八名人員不幸罹難的直升機墜毀事件深表哀慟，同時祝福生還者早日康復。」
2021年6月，對於臺灣洽購德國原廠BNT疫苗以對抗2019冠狀病毒病疫情一事不甚順利，引發部分人士對德國的批評，德國在台協會處長王子陶表示，德國政府已盡力對臺灣與BNT間持續協調。但契約簽署與否以及條件，並非在政府的掌控下，是取決於契約雙方。

## 經濟

### 貿易
德國是中華民國在歐洲最大的貿易伙伴。中華民國對外貿易發展協會（外貿協會）於德國第3大城慕尼黑、第7大城杜塞道夫設立台灣貿易中心。經濟部國際貿易署則在首都與第1大城柏林設立駐德國代表處經濟組、第5大城設立駐法蘭克福辦事處經濟組。
| 年分 | 貿易總額       | 貿易總額 | 貿易總額 | 出口至德國    | 出口至德國 | 出口至德國 | 自德國進口     | 自德國進口 | 自德國進口 | 順逆差 |
| 年分 | 金額           | 年增減   | 排名     | 金額          | 年增減     | 排名       | 金額           | 年增減     | 排名       | 順逆差 |
| ---- | -------------- | -------- | -------- | ------------- | ---------- | ---------- | -------------- | ---------- | ---------- | ------ |
| 2017 | 15,629,187,086 | ▲8.0%    | 8        | 6,429,256,507 | ▲9.0%      | 10         | 9,199,930,579  | ▲7.3%      | 5          | 逆差▲  |
| 2018 | 17,029,615,640 | ▲9.0%    | 8        | 7,058,513,230 | ▲9.8%      | 10         | 9,971,102,410  | ▲8.4%      | 5          | 逆差▲  |
| 2019 | 15,927,267,535 | ▼6.5%    | 9        | 6,522,338,375 | ▼7.6%      | 9          | 9,404,929,160  | ▼5.7%      | 7          | 逆差▼  |
| 2020 | 16,219,574,149 | ▲1.8%    | 8        | 6,039,469,984 | ▼7.4%      | 10         | 10,180,104,165 | ▲8.2%      | 6          | 逆差▲  |
| 2021 | 20,681,213,000 | ▲27.5%   | 8        | 8,173,383,312 | ▲35.3%     | 9          | 12,507,829,688 | ▲22.9%     | 7          | 逆差▲  |
| 2022 | 23,047,542,048 | ▲11.4%   | 9        | 8,810,745,300 | ▲7.8%      | 10         | 14,236,796,748 | ▲13.8%     | 7          | 逆差▲  |
| 2023 | 22,037,588,575 | ▼4.4%    | 9        | 8,139,525,987 | ▼7.6%      | 11         | 13,898,062,588 | ▼2.4%      | 7          | 逆差▲  |
| 2024 | 20,432,977,135 | ▼7.3%    | 10       | 6,894,784,251 | ▼15.3%     | 13         | 13,538,192,884 | ▼2.6%      | 8          | 逆差▲  |

2023年的兩國貿易項目如下：
出口至德國的前10大項目為：集成电路；自動資料處理機、磁性或光學閱讀機；車輛之零件與附件；鋼鐵製螺釘、螺栓、螺帽、螺旋鈎、車用螺釘、鉚釘、橫梢、開口梢、墊圈與類似製品；特定用途機器之零件與附件；特定用途所屬器具之零件；平面顯示模組；電話機（包括智能手机），以及其他傳輸或接收聲音、圖像之有線或通訊器具；变压器、靜電式變流器與電感器；碟片、磁带、固態、與其他錄音或錄製之媒體等。
自德國進口的前10大項目為：小客車與其他主要設計供載客之機動車輛；積體電路；醫藥製劑；製造半导体、集成电路與平面顯示器用之機器與器具、零件與附件；示波器、频谱分析仪與其他供計量或檢查電量之儀器與器具，供計量或偵測X光、阿爾法、貝他、伽馬放射線、宇宙或其他離子輻射線用之儀器與器具；人類血液、供醫療用動物血液、抗毒血清、疫苗、毒素、微生物培養物與類似品；电子工业用已摻雜之化學元素或化學化合物；計量或檢查用儀器與器具、定型投影機；涡轮喷气发动机、螺旋槳推動用渦輪機與其他燃氣渦輪機；離心分離機、液體或氣體過濾與淨化機具等。

### 投資
根據中華民國經濟部投資審議司統計，截至2023年，臺商對德國的總投資金額為47億1,899萬美元，計有280件。2023年投資金額為39億1,065萬美元，計有6件。主要投資業別：以電子科技資訊業為最多，其次為機械業、機車汽車零配件與運輸交通業、生物科技業、食品業等。其中，海空運業者長期深耕德國，在海運方面，長榮海運、陽明海運、萬海航運對汉堡港貨運量有舉足輕重的貢獻。在空運方面，中華航空、長榮航空在德國經營已久，中華航空除貨機外，亦提供臺北與法蘭克福的直航班機服務，長榮航空初期以貨運為主要經營業務，2022年11月開航臺北與慕尼黑直飛航線。
2023年8月，台灣積體電路製造（台積電、TSMC）宣布與博世、英飛淩、恩智浦等歐洲半導體廠商，共同投資位於德國德累斯顿的歐洲半導體製造公司（European Semiconductor Manufacturing Company, ESMC）。總投資超過100億欧元，由德國政府提供50億歐元補貼，該廠將由台積電負責營運，且持有70%股權，其他3家則各持有10%。2024年8月，舉行動土典禮，台積電董事長暨總裁魏哲家、歐盟執委會主席馮德萊恩、德國總理蕭茲、薩克森邦總理克里契麥等人出席。預計2027年投產。
臺商投資地點以德國北萊茵-西發利亞邦、西南各邦（巴登-符騰堡邦、黑森邦、巴伐利亞邦）為主，約有257家。
| 地區              | 家數 | 產業                         |
| ----------------- | ---- | ---------------------------- |
| 北萊茵-西發利亞邦 | 121  | 以電子資訊與化工業為主       |
| 巴登-符騰堡邦     | 40   | 以機車汽車零配件與機械業為主 |
| 德北以汉堡為首    | 32   |                              |
| 黑森邦            | 28   | 以工業電腦業為主             |
| 巴伐利亞邦        | 25   | 以電子資訊與半导体業為主     |
| 德東含柏林地區    | 約10 |                              |
| 薩爾蘭邦          | 1    |                              |

根據中華民國經濟部投資審議司統計，截至2023年，德商對臺灣的總投資金額為60億6,251萬美元，計有1,052件，是歐洲國家直接投資排名第3，次於荷兰、英国。2023年投資金額為15億5,268萬美元，計有32件。主要投資業別：化學與製藥業、電子科技業、汽車零配件與運輸交通業、再生能源業。
德商在臺從事化學、機械、金融、通訊、物流、生物技術、醫藥、半導體、綠能與面板等產業。例如：安聯、默克集團、羅德史瓦茲、伊諾力克工業股份、拜耳、蒂森克虜伯、漢高、創浦、飛斯妥、曼茲自動化、DHL、英華威、應薄、皕德等公司。2017年，西門子在臺灣成立離岸風力發電亞太營運中心。另達德能源、愛納康、安能與臺灣各領域合作夥伴以及縣市政府，推動發展臺灣離岸風力發電。

### 臺商組織
目前已成立：德國臺灣商會聯合總會、德東地區臺灣廠商聯誼會、德西地區臺灣廠商聯誼會、德南地區臺灣廠商聯誼會、德北地區臺灣廠商聯誼會、德中地區臺灣廠商聯誼會等。

### 銀行
臺資銀行有臺灣銀行法蘭克福代表人辦事處、第一商業銀行法蘭克福分行；德資銀行有德国商业银行臺北代表人辦事處、德意志银行臺北分行等。

### 會議
自1988年起，兩國輪流舉辦「臺德民間經濟合作會議」，後改稱「臺德經濟合作會議」。有鑑於2019冠状病毒病疫情影響，第19屆於2021年以視訊會議方式舉辦。至2023年已舉辦第21屆。

### 事件
2021年1月，德國經濟暨能源部長阿特麥爾致函中華民國經濟部長王美花、行政院副院長沈榮津，表示車用晶片短缺危及德國汽車產業復甦，呼籲臺灣政府向晶圓代工大廠台灣積體電路製造（台積電）明確傳遞這項訊息。經濟部表示，將針對各理念相近國家的請求，與臺灣晶片供應廠展開討論，並請全力提供協助。由於德國與中華民國沒有建立外交關係，德国内阁官員直接致函中華民國內閣官員相當罕見，德國外交部發言人阿德巴赫（Maria Adebahr）強調，德國政府對台灣的立場至今沒有改變。

### 圖片
- 臺灣陽明海運貨輪停泊在漢堡港
- 德國首都柏林街頭的gogoro共享機車
- 台北捷運板南線C321、C341型電聯車由德國西門子製造
- 臺灣電力公司南部發電廠採用西門子製造的天然氣汽輪發電機

## 交流

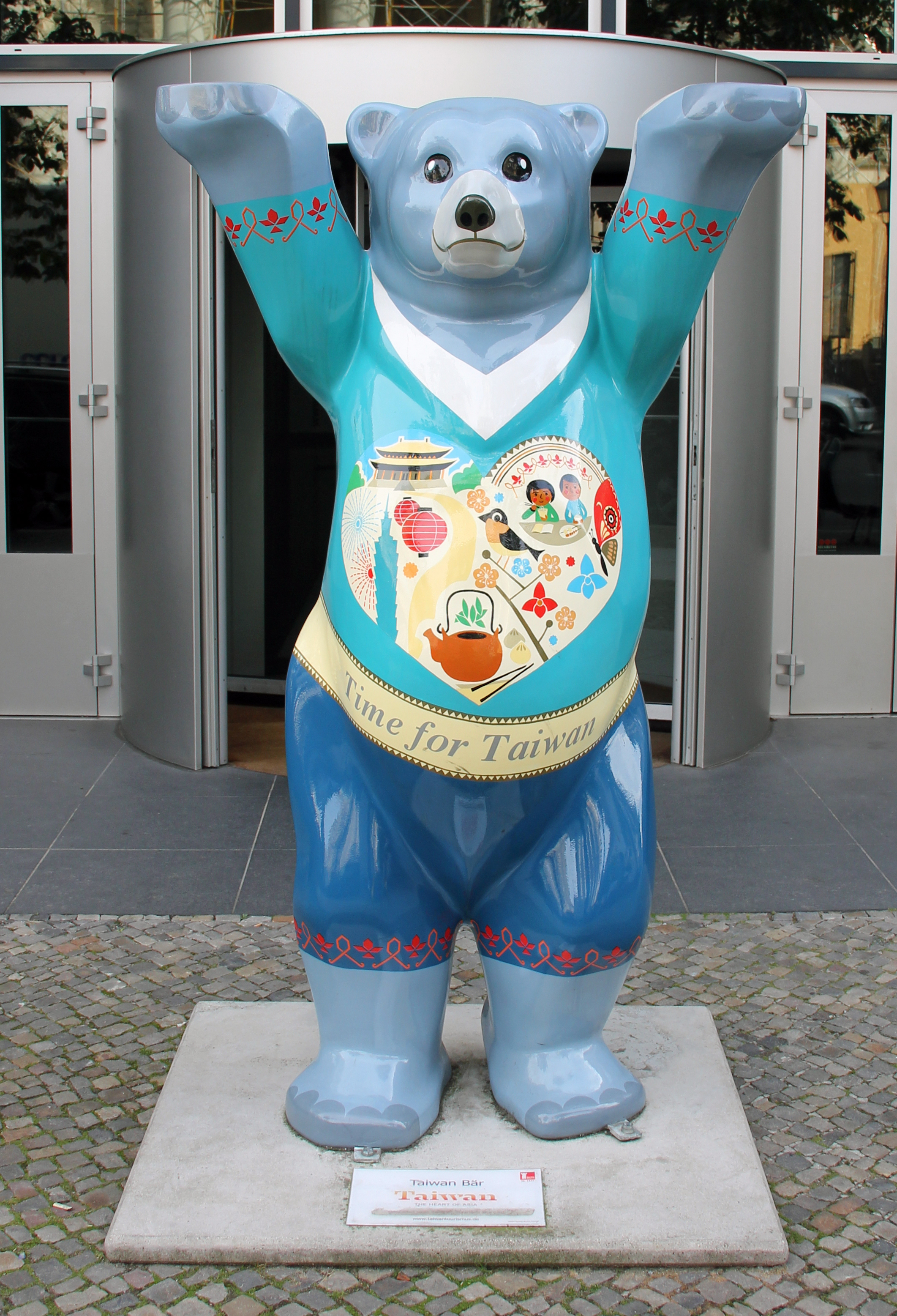
由交通部觀光局在柏林熊展覽中贊助展出的「臺灣熊」

### 會展
2003年7月，國立故宮博物院與柏林舊博物館、德國聯邦藝術及展覽館合作，於柏林、波昂舉辦《天子之寶》文物展，展期至2004年2月。
2005年6月，國立故宮博物院與德國聯邦藝術及展覽館、人類學博物館合作，於波昂、慕尼黑舉辦《蒙古帝國－成吉思汗及其世代》特展，展期至2006年1月。
2015年5月，世界自由民主聯盟（世盟）中華民國總會與德國分會於柏林共同舉辦年會，與會代表來自35國近百人，並會見國會副議長，德國聯邦經濟合作及發展部次長兼國會議員則宴請與會代表。

### 學術
中華民國科技部在前西德首都波昂設立駐德國代表處科技組，教育部則在首都與第1大城柏林設立駐德國代表處教育組。
2013年3－5月，德國研究船太陽號前往台灣海域探勘，由台灣能源國家型科技計畫辦公室與德國基爾亥姆霍茲海洋研究中心及海洋環境科學研究中心合作，進行天然氣水合物（可燃冰）、遙控潛水器的科學應用，結合二氧化碳海底地層儲存地質探勘及黑潮發電海洋地質鑽勘。雙方於2009年在台北首次舉行關於可燃冰議題的雙邊會議，第四屆「可燃冰雙邊會議（TaiGer IV）」於2014年2月13－14日在德國不萊梅大學海洋環境科學研究中心舉行，會中並簽署合作備忘錄。
中華民國外交部提供臺灣獎學金、教育部提供華語文獎學金給予德國留學生，科技部則提供德國學者及研究人員赴台研究獎補助；德國各相關機構也提供台灣學者及研究人員赴德獎補助。2017年，台灣留德學生有2,013人，德國留台學生則有1,174人。
2016年8月，德國聯邦教育及研究部次長舒特與中華民國教育部政務次長陳良基於台北召開「臺德職業教育論壇」。11月，於柏林舉辦首屆「臺德高等教育論壇」，研討大學合作、教學、培養博士人才及高等教育政策研究交流等，會中並簽署合作備忘錄。
2023年9月，有鑑於台積電在德國薩克森邦首府德勒斯登設立晶圓廠，德國政府在臺北成立「薩克森邦科技處駐台辦事處」，以提升高科技產業的高等教育人才交流。德勒斯登工業大學也和台積電研擬「半导体人才孵育計畫」，預計每年有50名德國學生赴國立臺灣大學研習，並到台積電實習。

### 體育
2025年7月22日，在德國萊茵-魯爾舉行的夏季世界大學運動會，中華台北隊在埃森租用當地一間專業物理治療診所做為中繼站，並在門口旁懸掛的中華民國國旗因埃森市長機要秘書去信建議診所負責人兼房東撤旗，表示根據（FISU）規章，這類旗幟在比賽期間禁止使用，並稱「中國台灣地區」。中華民國駐德國代表謝志偉得知後亦去信向市長庫芬抗議，指出市政府無權對比賽場館以外的私人處所提出撤旗建議，而信中所稱的「中國台灣地區」不僅與事實不符，也違背德國政府對台政策立場。市長庫芬於23日親自回函，表示從未有意以任何方式損害德台關係，並說明該信未經授權擅自寄出，對信件的形式與措辭，代機要秘書向台灣致歉。診所負責人亦回應將持續以驕傲的方式展現台灣國旗。

## 協定
| 日期                                                                | 簽署 | 備註      |
| ------------------------------------------------------------------- | --- | --------- |
| 1921年5月20日                                                       | 《中德協約》 | [ 12 ]    |
| 1928年8月17日                                                       | 《中德條約》 |           |
| 1929年10月11日                                                      | 《中德外交官領事官用品相互免稅辦法換文》 |           |
| 1987年10月28日                                                      | 《國家科學委員會與德國科學研究協會間科技合作議定書》 |           |
| 1988年6月27日                                                       | 《臺北國家科學委員會與波昂德國學術交流總署間協定》 |           |
| 1988年8月23日                                                       | 《遠東新聞社波昂總社與德國經濟臺灣委員會關於互免船運事業所得稅議定書》                                                                                            |           |
| 1989年6月20日                                                       | 《臺北國家科學委員會與波昂德國學術交流總署間有關博士候選人赴德研究訪問協定（三明治計畫）》                                                                        |           |
| 1990年4月9日                                                        | 《德國萊茵邦經濟發展協會與中華民國臺灣經濟部投資業務處間互助協定》                                                                                                |           |
| 1990年7月9日                                                        | 《臺北投資業務處與卜來梅邦經濟發展組織間促進投資合作協定》 |           |
| 1990年10月26日                                                      | 《中華民國經濟部投資業務處與漢堡商業發展組織間促進投資合作協定》                                                                                                  |           |
| 1990年11月23日                                                      | 《中華民國經濟部投資業務處與巴登玉騰堡邦國際經濟合作處間促進投資合作協定》                                                                                        |           |
| 1993年5月15日                                                       | 《台德通航協定》 | [ 註 9 ]  |
| 1994年10月26日                                                      | 《中華民國國家標準實驗室與（德國）布朗史威格及柏林聯邦物理技術研究院間計量領域合作瞭解備忘錄》                                                                    |           |
| 1995年10月                                                          | 《中華民國商品檢驗局與德國品質保證驗證協會間協定》 |           |
| 1997年11月7日                                                       | 《台北證券暨期貨管理委員會與法蘭克福證券管理委員會資訊交換瞭解備忘錄》                                                                                            |           |
| 1998年12月1日                                                       | 《德國品質及環境管理登錄協會與中華民國經濟部商品檢驗局合作協議書》                                                                                                |           |
| 2001年11月16日                                                      | 《台德醫藥品及植物保護產品延長專利保護期間備忘錄》 | [ 註 10 ] |
| 2002年6月18日                                                       | 《臺德投資促進合作協定》 | [ 註 11 ] |
| 2009年8月28日                                                       | 《德籍青年研究人員赴臺研究獎助合作備忘錄》 | [ 註 12 ] |
| 2010年10月11日                                                      | 《臺德青年打工度假計畫聯合聲明》 | [ 註 13 ] |
| 2011年                                                              | 《行政院國家科學委員會與於利希研究中心合作意向書》 | [ 83 ]    |
| 2011年12月19日                                                      | 《駐德國台北代表處與德國在台協會避免所得稅及資本稅雙重課稅及防杜逃稅協定》                                                                                        | [ 註 14 ] |
| 2012年9月25日                                                       | 《臺灣海關與德國海關打擊關務詐欺合作協議》 |           |
| 2013年10月23日                                                      | 《駐德國台北代表處與德國在台協會關於移交受刑人及合作執行刑罰協議》                                                                                                | [ 註 15 ] |
| 2014年                                                              | 《中華民國國家圖書館與巴伐利亞邦立圖書館及漢學研究所中文古籍聯合目錄合作備忘錄》 《中華民國國家圖書館與巴伐利亞邦立圖書館及漢學研究所臺灣漢學資源中心合作備忘錄》 | [ 97 ]    |
| 2014年2月13日                                                       | 《能源國家型科技計畫辦公室地熱與天然氣水合物主軸中心與基爾亥姆霍茲海洋研究中心合作備忘錄》                                                                        | [ 註 16 ] |
| 2015年7月9日                                                        | 《臺灣鐵路管理局與德國鐵路股份公司策略合作夥伴備忘錄》 | [ 註 17 ] |
| 2015年9月1日                                                        | 《臺德加強教育合作意向書》 | [ 註 18 ] |
| 2015年10月3日                                                       | 《台德藥品與醫療器材合作聯合宣言》 | [ 註 19 ] |
| 2016年8月25日                                                       | 《臺德科技合作聯合宣言意向書》 | [ 95 ]    |
| 2016年8月27日                                                       | 《臺德鋰電池科技研究合作計畫備忘錄》 | [ 95 ]    |
| 2016年11月1日                                                       | 《經濟部投資業務處與茲威考應用科技大學攬才合作備忘錄》 | [ 95 ]    |
| 2016年11月28日                                                      | 《臺灣綜合大學系統與德國理工大學聯盟合作備忘錄》 | [ 註 20 ] |
| 2016年12月21日                                                      | 《臺德能源轉型領域合作共同宣言》 | [ 95 ]    |
| 2017年3月31日                                                       | 《國立清華大學與柏林工業大學學術交流協議》 | [ 89 ]    |
| 2017年4月4日                                                        | 《國立清華大學與達姆城工業大學學術交流協議》 | [ 89 ]    |
| 2017年6月28日                                                       | 《臺德中小企業創新研發合作聯合宣言》 | [ 89 ]    |
| 2017年7月14日                                                       | 《國立屏東大學與柏林愛麗絲·薩洛蒙應用科學大學學術交流合作協議》                                                                                                   | [ 89 ]    |
| 2017年8月23日                                                       | 《當代臺灣研究助理教授合資計畫合作備忘錄》 | [ 註 21 ] |
| 2017年9月20日                                                       | 《中華民國對外貿易發展協會與不來梅邦經濟促進會合作備忘錄》 | [ 89 ]    |
| 2017年10月25日                                                      | 《經濟部投資業務處與柏林自由大學攬才合作備忘錄》 | [ 89 ]    |
| 2019年8月                                                           | 《台德陸路運輸合作意向共同宣言》 《台德道路安全合作意向共同宣言》                                                                                                 | [ 150 ]   |
| 2019年12月12日                                                      | 《台德互換駕照程序共同意向書》 | [ 註 22 ] |
| 2021年7月15日                                                       | 《台德航空服務協議》 | [ 註 23 ] |
| 2023年3月23日                                                       | 《臺德刑事司法互助協議》 | [ 152 ]   |
| 2023年12月5日                                                       | 《臺德民間論壇協議》 | [ 153 ]   |
| 正推動促請德國支持中華民國與歐盟簽署投資協定（BIA）與自由貿易協定。 | |           |

## 簽證

持中華民國護照的中華民國國民簽證要求分布圖：入境德國可以「申根區免簽證」。

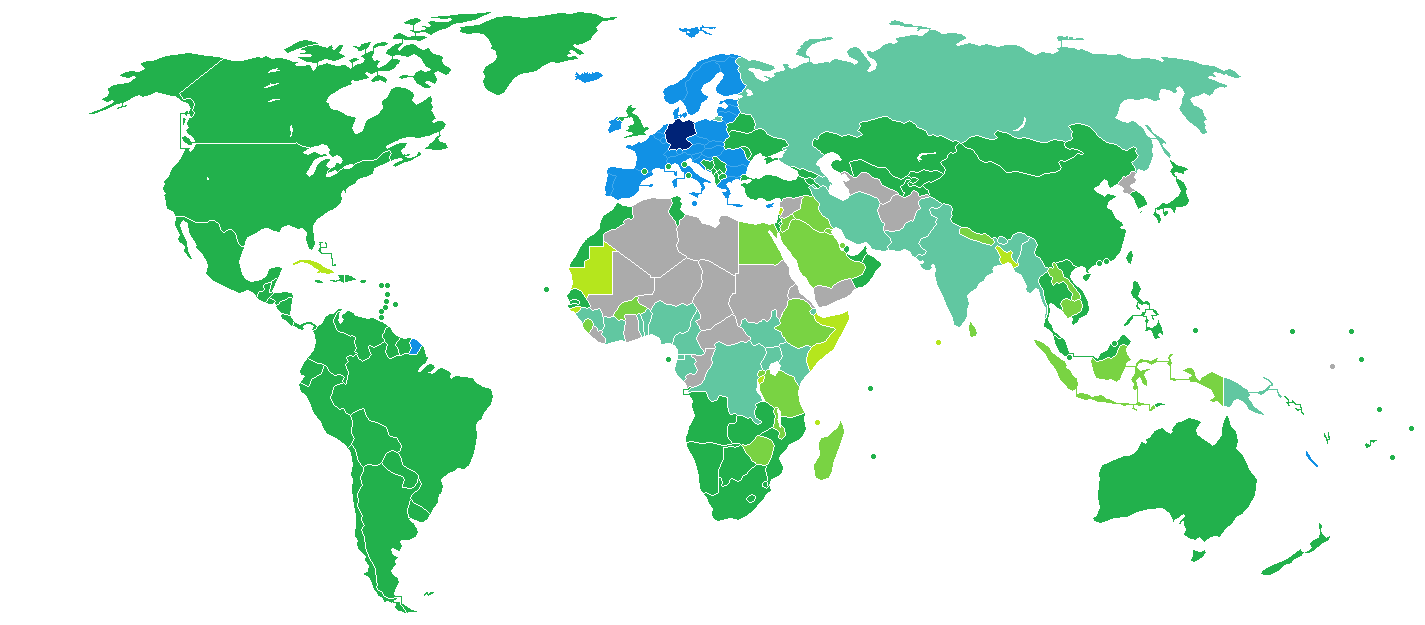
持歐盟的德國護照之德國國民簽證要求分布圖：入境中華民國可以免簽證。

歐洲申根區給予持有載明身分證字號的中華民國護照之中華民國國民可以申根區免簽證入境，停留日數與申根區合併計算，每6個月期間內總計可停留90天。經德國轉機至申根區亦可免簽證。
德國國民持有歐盟護照者也可以免簽證的方式入境中華民國，停留最多90天。
此外，兩國每年皆提供特定名額的18－30歲青年為期1年的度假打工簽證（皆必須未曾取得此種簽證）。

## 交通

### 航空
兩國有直航班機，雙邊航班來往的城市如下（截至2023年6月11日）：

#### 客運
| 中華民國 | 德国                 |
| -------- | -------------------- |
| 臺北     | 法蘭克福（中華航空） |
| 臺北     | 慕尼黑（長榮航空）   |

18歲以上，持有載明身分證字號的中華民國護照之中華民國公民可以快速通關（easy pass）。

#### 貨運
| 中華民國 | 德国                                                                            |
| -------- | ------------------------------------------------------------------------------- |
| 臺北     | 法蘭克福（中華航空）（漢莎貨運航空經沙烏地阿拉伯利雅德，預計2023年11月1日開航） |

### 駕車
持有中華民國汽車駕駛執照（經德國法院翻譯的德文譯本）、中華民國國際駕駛執照，並宜辦妥旅遊保險與車險，可在德國駕車。

## 外部連結
| - 中華民國外交部－德意志聯邦共和國簡介 （页面存档备份，存于） - 駐德國台北代表處（Facebook、Twitter、僑務秘書、科技組） - 駐漢堡辦事處（Facebook） - 駐慕尼黑辦事處（Facebook） - 駐法蘭克福辦事處（Facebook、僑務參事） - 外交部領事事務局－國外旅遊警示分級表 - 中華民國衛生福利部－國際旅遊疫情建議等級 - 中華民國國際經濟合作協會 （页面存档备份，存于） - 慕尼黑台灣貿易中心（Facebook、LinkedIn） - 杜塞道夫台灣貿易中心（Facebook） - 德國臺灣商會聯合會 - 德國臺灣協會的Facebook專頁 | - 德意志聯邦共和國外交部－台灣簡介 - 德國在臺協會（Facebook） - 德國經濟辦事處（Facebook、Twitter、Instagram、LinkedIn） - 臺北歌德學院（德國文化中心）（Facebook、Instagram） |